# Губкінське нафтогазоконденсатне родовище
Губкінське нафтогазоконденсатне родовище — одне з родовищ на півночі Тюменської області (Росія). Розташоване на водорозділі річок Пур та Пякупур, в 75 км на захід від селища Тарко-Сале та у 550 км від Салехарду. 

## Геологічна інформація
Родовище Відноситься до Надим-Пур-Тазівської нафтогазоносної області Західносибірської нафтогазоносної провінції та було відкрите у 1965 році Таркосалінською нафтогазорозвідувальною експедицією об'єднання «Пурнафтогазгеологія». З 1982 року роботи по дорозвідці передано Північній нафтогазорозвідувальній експедиції об'єднання «Удмуртгеологія». Під час розвідувального буріння однієї із свердловин відбувся викид та загоряння природного газу. Щоб заглушити фонтануючу сверовинсену до неї прийшлось бурити похилий стовбур для подачі води, на що пішло півроку.
На родовищі встановлено три поклади: 
- на глибині 2890 метрів нафтовий з газовою шапкою, пластово-склепінний, литологічно екранований у відкладеннях васюганської світи верхньої юри; 
- на глибині 2545 метрів нафтогазовий литологічно-екранований у валанжинському ярусі (нижня крейда);
- на глибині 650 метрів масивний газовий поклад в уренгойській свиті сеноманського ярусу (верхня крейда). 
Колектори — пісковики з прослоями алевролітів та глин (нафтовий поклад), пісковики, що чередуються з пісками, алевролітами, аргіллітами та глинами (масивний газовий поклад).
Станом на 2011 рік розмір запасів за російською класифікаційною системою по категоріях АВС1 становить 416 млрд.м3 , причому 95 % відносяться до категорії В. 

## Розробка
При загальному слабкому рівні розвитку інфраструктури на півночі Західного Сибіру, Губкінське родовище має доступ до ряду інфраструктурних об'єктів, споруджених в ході освоєння унікальних родовищ цього району. Так, в 9 км проходить газопровід Уренгой — Челябінськ, а на південь від родовища — нафтопровід від Харампурського до Східно-Тарасівського родовища. 
Забезпечення промислу електроенергєю відбувається по ЛЕП із Сургуту, який знаходиться у 450 км.
Річний видобуток досягав рівня у 15 млрд.м3.
Станом на початок 2017-го накопичений видобуток становив 190 млрд м3.